# Calophya nigra
Calophya nigra (лат.) — вид мелких полужесткокрылых насекомых рода Calophya из семейства Calophyidae.

## Распространение
Встречаются в Восточной Азии: Дальний Восток России (Приморский край, Хабаровский край, Курильские острова, Сахалин), Япония, Южная Корея.

## Описание
Мелкие полужесткокрылые насекомые. Длина 1,9 — 2,8 мм. Внешне похожи на цикадок, задние ноги прыгательные. Основная окраска чёрная (у перезимовавших особей), или жёлтая и зелёная (у молодых летних экземпляров). Щёчные выступы-конусы частично светлые. Передние перепончатые крылья более плотные и крупные, чем задние; в состоянии покоя сложены крышевидно. Лапки имеют 2 сегмента. Антенны короткие, имеют 10 сегментов. Голова широкая как переднеспинка.
Взрослые особи и нимфы питаются, высасывая сок растений. В основном связаны с бархатом амурским (Phellodendron amurense, Рутовые, Сапиндоцветные). Вид был впервые описан в 1908 году, а его валидный статус подтверждён в ходе ревизии, проведённой в 2000 году швейцарским колеоптерологом Даниэлем Буркхардтом (Naturhistorisches Museum, Базель, Швейцария) и его коллегой Ивом Бассетом (Smithsonian Tropical Research Institute, Панама).